# Sedum telephium
Hylotelephium telephium là một loài thực vật có hoa trong họ Crassulaceae. Loài này được L. miêu tả khoa học đầu tiên năm 1753.

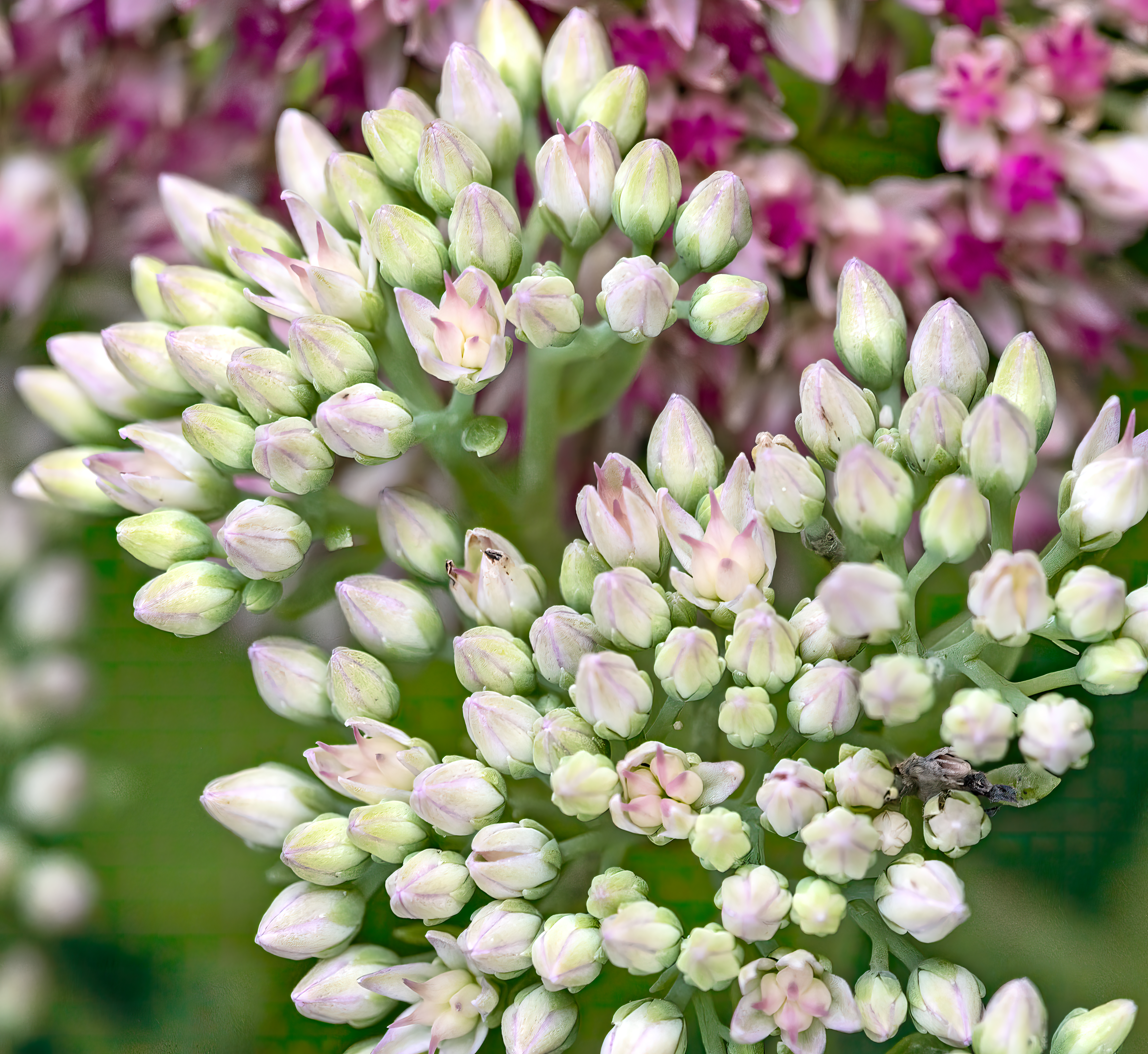
Nụ hoa
Chùm hoa
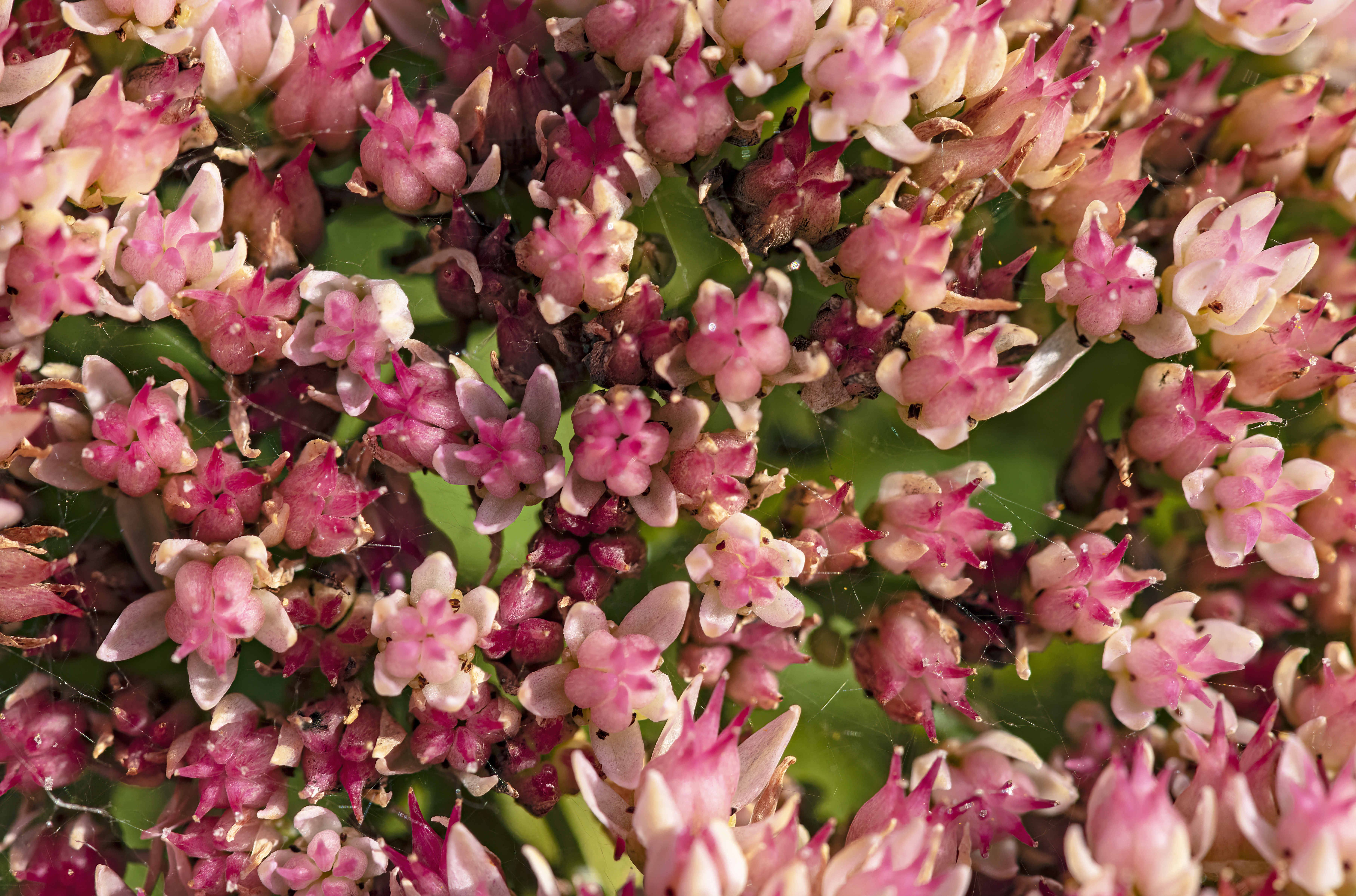
Tuổi thơ chưa trưởng thành